# Werner Devos
Werner Devos (Roeselare, 11 de junho de 1957) é um ex-ciclista belga, que foi profissional entre 1980 e 1990. Terminou no último lugar no Tour de France 1982.